# Johannes Filemonsen
Ole Villads Johannes Paul „Qunaaq“ Filemonsen (* 9. August 1886 in Qipingasoq; † unbekannt) war ein grönländischer Landesrat.

## Leben
Johannes Filemonsen war der Sohn des Jägers Adam Ole Anton K'apaĸ Filemonsen und seiner Frau Ane Sophie Juliane Brandt. Er lebte als Jäger in Tununngasoq und jagte vor allem Rentiere. Er wurde 1927 in den nordgrönländischen Landesrat gewählt, nahm aber nur an der ersten Sitzung teil und wurde ansonsten von Gerth Geisler vertreten. In der nächsten Legislaturperiode von 1933 bis 1938 saß er jedoch erneut im Landesrat und nahm diesmal an allen Sitzungen teil. Nach dem Zweiten Weltkrieg vertrat er mehrfach Peter Street in der von 1945 bis 1950 laufenden Legislaturperiode. 1952 bezeichnete ihn Peter Freuchen in einem Zeitungsartikel als seinen „besten Freund“.